# 이별계약
"이별계약"(分手合约)은 2013년 4월 12일에 개봉한 한중합작영화이다. <선물>, <자귀모>의 감독인 오기환 감독이 메가폰을 잡았으며, 한국에는 2013년에 7월 27일에 개봉했다.  주연으로는 펑위옌과 바이바이허가 캐스팅되었다. 초기단계부터 한국의 투자배급사 CJ E&M과 중국의 국영배급사CFG의 공동 작업이 이루어졌으며, 유통과 배급은 CFG이 담당했다. 개봉 이틀만에 제작비 전액(한화 54억원)을 회수했으며, 환화 300억원이 넘는 수익을 올리면서 한중 합작 영화 사상 최고의 수익을 냈다.

## 줄거리
수줍은 고백, 두근두근 첫 키스, 행복한 기념일.. 모든 것을 처음으로 함께 경험한 리싱과 차오차오.
첫사랑으로 만난 두 사람은 차오차오의 갑작스러운 이별 통보로 5년간의 이별계약 기간을 두고 헤어지게 된다.
5년 동안 리싱과의 만남만을 준비해온 차오차오는 갑작스러운 리싱의 결혼 소식에 흔들리기 시작하는데…

## 출연진
- 펑위옌 ― 리싱
- 바이바이허 ― 차오차오
- 장경부 ― 마오마오
- 우페이츠 ― 조우레이

## 평가
"이별계약"은 2013년까지 제작된 한중공동제작영화 중에서 가장 큰 상업적인 성공을 올린 영화라는 평가를 받았다. 중국에서 31일간 상영하면서 1.9위안(한화 약 325억)의 흥행수익을 달성했다. 이는 역대 중국 로맨스 영화 흥행성적 중 8위에 달한다. 투자, 마케팅, 기획, 제작 등 초기 제작 단계부터 한국과 중국의 공동작업이 이루어졌으며, 이러한 새로운 글로벌 사업화 모델이 성공한 첫 사례라는 평가를 받는다. 2013년 6월 말 박근혜 대통령이 중국에서 베이징 댜오위타이에서 열린 ‘한-중 비즈니스 포럼’에 참석했을 때 중국과 한국의 협력 성공사례로 이 영화를 언급하기도 했다. CJ E&M에서는 이별계약이 한류 견제가 심한 중국에서 '중국인을 위한 중국 영화'를 만들었기 때문에 흥행할 수 있었다고 평가한다.이러한 흥행 기록은 수상한 그녀와 동시 기획된 CJ E&M의 또 다른 한중 합작 영화 "20세여 다시 한 번"에 의해 깨졌다. "20세여 다시 한 번"는 개봉 17일만에 누적박스오피스 매출로 3억2109만 위안(한화 약 562억원)을 기록했다. 2015년 1월 25일을 기준으로 누적 관객 1000만명을 돌파하기도 했다.

## 한중합작영화
한중 공동제작 영화 작업은 2000년부터  이루어져왔다. 2014년 7월 3일, 한국 문화체육관광부와 중국 국가신문출판광전총국은 '대한민국 정부와 중화인민공화국 정부 간의 영화공동제작에 관한 협정'을 체결했다. 영화공동제작협정은 2011년 8월부터 논의가 시작되었으며 2013년 6월에 가서명이 이루어졌다. 영화공동제작협정에는 승인 절차, 조건, 기술협력 등에 관해 규정하고 있다. 만일 중국과의 합작영화가 공동제작영화로 승인될 경우 중국의 자국영화로 인정받는다는 사항도 포함되어있다. 또한 '문화콘텐츠 공동펀드' 조성과 '한중 콘텐츠 전문가 위원회' 구성, 그리고 '한중 문화산업 포럼'개최 등 문화산업 분야의 공동 프로젝트에 대한 협력에 대해서도 양국이 논의 중에 있다.
대표적인 한중합작영화는 다음과 같다
- 아나키스트(2000) -  장르: 액션, 드라마 감독: 유영식 주연: 장동건, 정준호, 김상중
- 호우시절(2009) -  장르: 로맨스, 멜로 감독: 김태용 주연: 탕웨이, 현빈
- 만추(2011) -  장르: 로맨스, 멜로 감독: 허진호 주연: 정우성, 가오위안위안
- 분신사바-저주의시작[8](2012) -  장르: 공포, 스릴러 감독: 안병기 주연: 매정, 곽경비
- 분신사바2(2013) -  장르: 공포, 스릴러 감독: 안병기 주연: 박한별, 신즈레이, 장정정
- 미스터고(2013) -  장르: 코미디, 액션, 드라마 감독: 김용화 주연: 링링, 성동일, 서교
- 이별계약(2013) -  장르: 로맨스, 멜로 감독: 오기환 주연: 바이바이허, 펑위옌
- 필선3(2014) -  장르: 공포, 스릴러 감독: 안병기 주연: 강일연, 초준염, 동자건, 왕용화
- 20세여 다시 한번(2014) -  장르: 코미디, 판타지 감독: 천정다오 주연: 양즈샨, 천보린